# Консольный стул

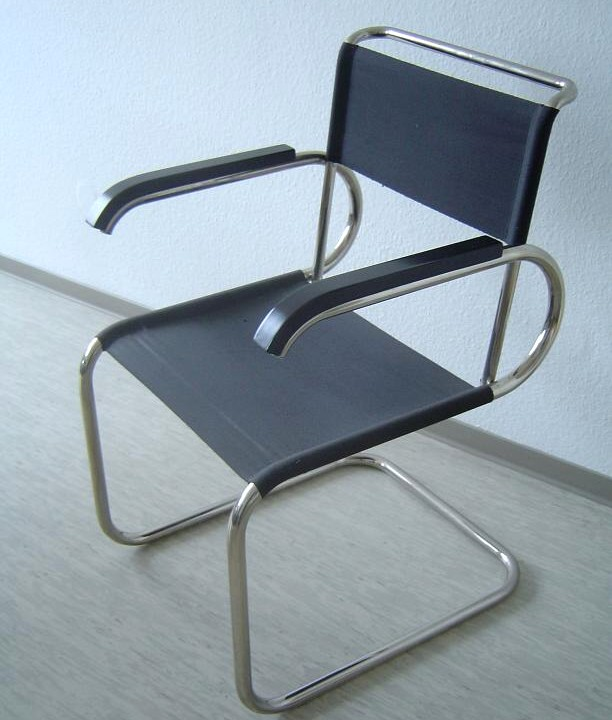
Консольный стул B55 (Марсель Брёйер, 1929)

Консольный стул (англ. Cantilever chair, нем. Freischwinger) — стул без задних ножек, опору которого обеспечивают две передние ножки, изогнутые у пола под прямым углом и часто объединённые на полу в виде прямоугольника. Так как нагрузка на ножки такого стула (две вместо четырёх у обычного стула) значительно выше, их изготавливают из прочного материала, обычно из стали. Помимо стульев, существуют консольные табуреты, скамьи, кресла и диваны.

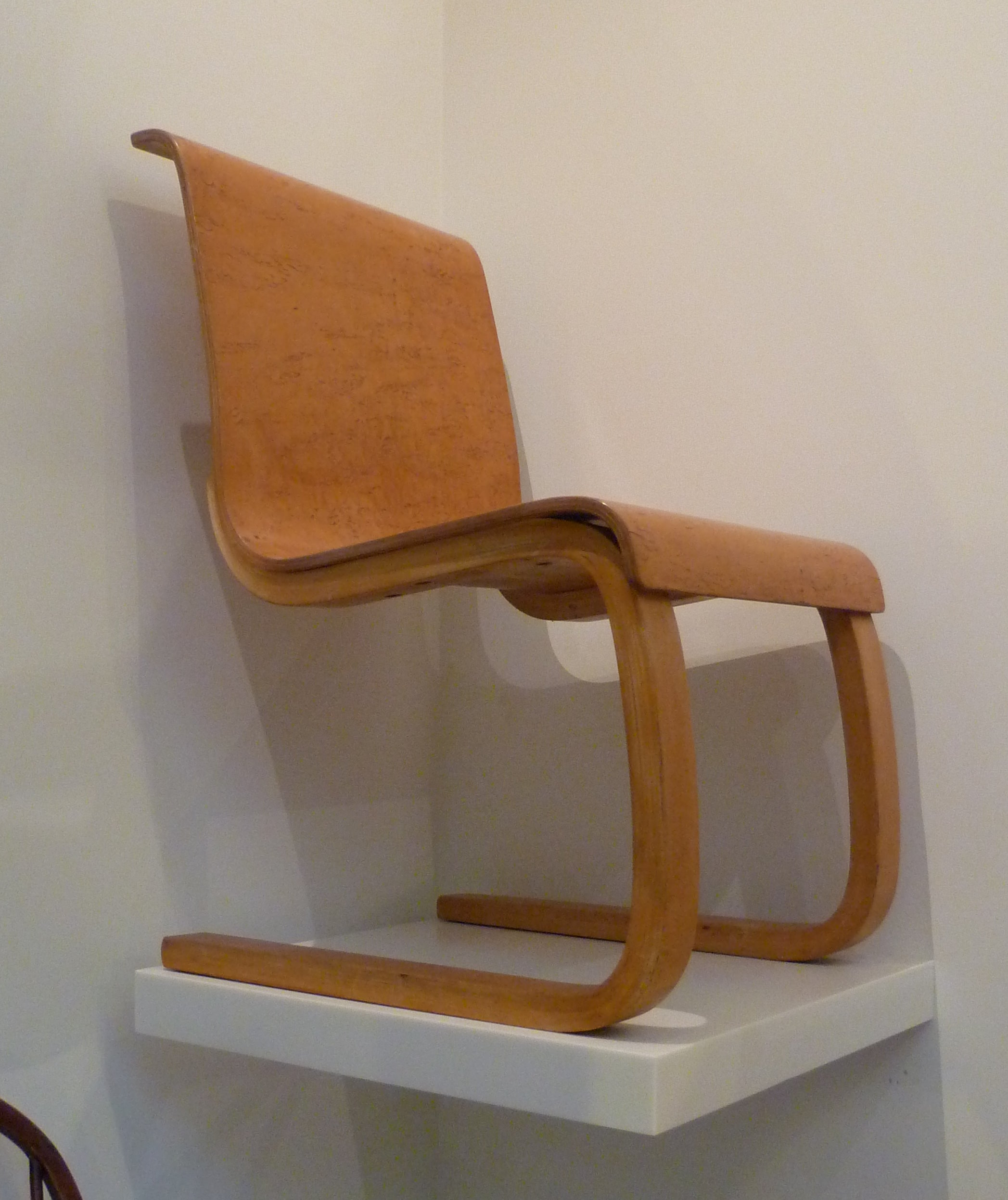
Стул Алвара Аалто (1933)

Самую первую модель консольного стула без задних ножек «Kragstuhl» из обычных стальных дюймовых газовых труб с фитингами спроектировал и изготовил нидерландский архитектор и дизайнер Март Стам. Она была впервые представлена в виде эскиза 22 ноября 1926 года во время совещания по подготовке выставки в Вайсенхофе, а затем в готовом виде показана там в 1927 году. На совещании присутствовал Мис ван дер Роэ, которого вдохновила эта идея и он разработал свои оригинальные варианты, основанные на гибкости и упругости конструкции — у Стама стул был жёстким и почти не изгибался. Независимо к этой же идее пришёл Марсель Брёйер, который ещё раньше экспериментировал с мебелью из стальных труб. Спор владельцев авторских прав Стама и Брёйера дошёл до судебного разбирательства, которое подтвердило приоритет Марта Стама. Консольный стул из дерева впервые спроектировал и изготовил Алвар Аалто.
Можно сказать, что в то время эта идея носилась в воздухе. Впоследствии выяснилось, что подобная конструкция сидений использовалась с 1926 года в «народном автомобиле» чехословацкой компании Татра — Tatra 12. А когда Мис ван дер Роэ решил запатентовать свои стулья и кресла в США, оказалось, что в этой стране Гарри Нолан в 1922 году подал заявку и в 1924 году получил патент на консольное упругое садовое кресло. Для получения патента на свою форму Мису пришлось заказать единственный экземпляр кресла из массивного, практически негнущегося, стального прутка.